# 奧斯卡·巴克隆德

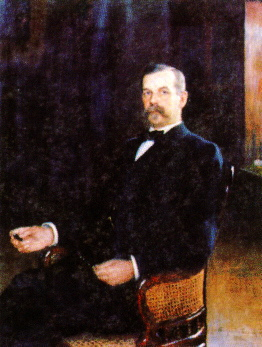
1900年繪製的奧斯卡·巴克隆德像。

約翰·奧斯卡·巴克隆德（瑞典語：Johan Oskar Backlund，或者是Jöns Oskar Backlund，1846年4月28日—1916年8月29日）是一位瑞典籍俄國天文學家，俄語名奧斯卡·安德烈耶維奇·巴克隆德（俄語：Оскар Андреевич Баклунд）。

## 生平
巴克隆德生於瑞典西約特蘭的 Länghem，於1872年畢業於乌普萨拉大学。1876年他前往俄羅斯帝國，並在位於今日愛沙尼亞塔爾圖的多爾帕特天文台任職。1879年他進入普爾科沃天文台並於1895年擔任台長直到去世。

## 研究
巴克隆德的專長是天體力學，尤其是以考慮到各行星重力攝動的狀況下計算恩克彗星的軌道。他曾經以觀測恩克彗星的方式試圖推算水星的質量。俄國文獻有時候稱恩克彗星是恩克－巴克隆德彗星。1898到1900年間他在斯匹次卑尔根岛進行大地測量學相關研究。

## 家庭
他的妻子是 Ulrika Catharina Widebeck。兩人的女兒艾爾莎·卡羅來納·巴克隆德（Elsa Carolina Backlund，1880年3月25日－1974年4月19日）是著名藝術家，丈夫是Ulrik Fredrik Adolf Hugo Celsing，她以艾爾莎·巴克隆德－塞爾辛（Elsa Backlund-Celsing）為人所知。兒子海里格·巴克隆德（Helge Gotrik Backlund，1878年9月3日－1958年1月29日）是地質學家。

## 榮譽與獎項
獎項
- 1909年英國皇家天文學會金質獎章
- 1914年布魯斯獎

榮譽
- 1883年聖彼得堡科學院院士。
- 1897年瑞典皇家科学院院士。
- 1911年皇家学会院士。
- 1914年美国文理科学院外籍榮譽院士[1]。

命名事物
- 月球上的巴克隆德環形山
- 小行星856

## 外部連結
- Bruce Medal page （页面存档备份，存于）
- Awarding of Bruce Medal （页面存档备份，存于）
- Awarding of RAS gold medal （页面存档备份，存于）
- Backlund, Johan Oskar (Svenskt biografiskt handlexikon) （页面存档备份，存于） in Project Runeberg (in Swedish)
- I:56 (Svenskt biografiskt handlexikon) （页面存档备份，存于） in Project Runeberg (in Swedish)
- II:795 (Svenskt biografiskt handlexikon) （页面存档备份，存于） in Project Runeberg (in Swedish)

### 訃聞
- AN 203 (1916) 235/236 （页面存档备份，存于） (in German)
- MNRAS 77 (1916) 310 （页面存档备份，存于）
- Obs 40 (1917) 128–131 （页面存档备份，存于）